# Liste des communautés inuites du Canada
Cet article présente une liste des communautés inuites du Canada.

## Terre-Neuve-et-Labrador
- Communautés : Happy Valley-Goose Bay, Hopedale, Makkovik, Nain, Postville, Rigolet

## Québec
- Communautés Itivimiut[1] : Chisassibi (Malosi), Kuujjuarapik (Great Whale, Poste-à-la-Baleine), Umiujaq, Inukjuak (Port Harrisson), Puvirnituq, Akulivik (Cape Smith)
- Communautés Taqramiut[2] : Ivujivik, Salluit (Sugluk), Kangiqsujuaq (Wakeham Bay, Maricourt), Quaqtaq (Cape Hope Advanced)
- Communautés Ungavamiut[3] : Kangirsuk (Payne Bay), Aupaluk, Tasiujaq (Leaves Bay, Baie-aux-Feuilles), Kuujjuaq (Fort-Chimo), Kangiqsualujjuaq (George River, Port-Nouveau-Québec)

## Territoires du Nord-Ouest
- Communautés Inuvialuit : Sachs Harbour, Holman, Paulatuk, Tuktoyaktuk, Inuvik, Aklavik

## Nunavut
- Communautés Qikirtamiut (Îles Belcher) : Sanikiluaq
- Communautés (sud de Baffin) : Kinngait (Cape Dorset), Kimirut (Lake Harbour), Iqaluit (Frobisher Bay), Pangnirtung, Qikiqtarjuaq (Broughton Island)
- Communautés (nord de Baffin) : Kangiqtugaapik (Clyde River), Mittimatalik (Pond Inlet), Ikpiarjuk (Arctic Bay), Resolute, Grise Fiord
- Communautés (Inuit d'Igloolik) : Igloolik, Hall Beach, Repulse Bay
- Communautés (Inuit Netsilik) : Pelly Bay, Taloyoak, Gjoa Haven
- Communautés Sallirmiut(Île Southampton) : Coral Harbour
- Communautés(Inuit du caribou) : Kangiqtiniq (Rankin Inlet), Whale Cove, Chesterfield Inlet, Arviat (Eskimo Point), Baker Lake
- Communautés(Inuit du cuivre) : Umingmaktok, Bathurst Inlet, Cambridge Bay, Kugluktuk (Coppermine)